# The Android Invasion
The Android Invasion (La invasión androide) es el cuarto serial de la 13.ª temporada de la serie británica de ciencia ficción Doctor Who, emitido originalmente en cuatro episodios semanales del 22 de noviembre al 13 de diciembre de 1975. Marca la última aparición del personaje de UNIT, el Sargento Benton. También tiene un regreso final de Ian Marter como el anterior acompañante Harry Sullivan.

## Argumento
El Doctor y Sarah Jane Smith se materializan en un bosque. La primera señal extraña la marca un extraño olor a lluvia, extraño porque la tierra está completamente seca y no ha debido llover en días o semanas. Pronto descubren que las cosas no van bien cuando son atacados por cuatro hombres vestidos de blanco y con un casco opaco, que les disparan con armas camufladas en sus dedos. Al huir descubren a un soldado de UNIT saltando por un precipico y matándose en la caída. Al examinar el cadáver, en su cartera encuentran un buen puñado de monedas, pero todas son nuevas y relucientes y además fechadas todas en el mismo año. Siguen huyendo y llegan a un pueblo que está completamente desierto. En una taberna, en la caja registradora, más monedas, de nuevo todas nuevas y todas con el mismo año. Entonces ven una patrulla de hombres con el mismo atuendo que los que les atacaron al principio. Y en medio de ellos, para su sorpresa, el mismo soldado de UNIT que supuestamente se mató en el edificio, vivo y por su propio pie...

### Continuidad
Esta historia marca las últimas apariciones de John Levene (Sargento Benton) e Ian Marter (Harry Sullivan) en la serie. Ambos serían mencionados en Mawdryn Undead (1983). Se menciona allí que Harry estaba trabajando en la OTAN y haciendo algo en Porton Down, y que Benton dejó el ejército para trabajar como vendedor de coches de segunda mano.

## Producción
| Episodio          | Fecha de emisión        | Duración | Espectadores en millones | Estado en el archivo  |
| ----------------- | ----------------------- | -------- | ------------------------ | --------------------- |
| Episodio 1        | 22 de noviembre de 1975 | 24:21    | 11,9                     | Cinta original en PAL |
| Episodio 2        | 29 de noviembre de 1975 | 24:30    | 11,3                     | Cinta original en PAL |
| Episodio 3        | 6 de diciembre de 1975  | 24:50    | 12,1                     | Cinta original en PAL |
| Episodio 4        | 13 de diciembre de 1975 | 24:30    | 11,4                     | Cinta original en PAL |
| [ 1 ] [ 2 ] [ 3 ] |                         |          |                          |                       |

Entre los títulos provisionales de la historia se incluyen The Kraals (Los Kraals), The Kraal Invasion (La invasión Kraal) y The Enemy Within (El enemigo interno). La historia tiene influencias de la película La invasión de los ladrones de cuerpos, y sería el último guion de Terry Nation para Doctor Who durante cuatro años hasta el que sería su guion final para la serie, Destiny of the Daleks (1979). También es el primer guion de Nation desde The Keys of Marinus (1964) en el que no aparecen los Daleks.
Los exteriores del pueblo de Devesham se rodaron en East Hagbourne, Oxfordshire, a unos kilómetros de Didcot.